# Dirty Boots
«Dirty Boots» es una canción y un sencillo de la banda Sonic Youth, publicado en 1991 por los sellos DGC y Geffen Records, el tercero perteneciente a su álbum Goo.
Todas las canciones en vivo fueron grabadas el 3 de noviembre de 1990 en Crawford Hall, en Irvine, California.

## Lista de canciones
| Dirty Boots |                                            |          |  |
| N.º         | Título                                     | Duración |  |
| 1.          | «Dirty Boots» (Lado A, editada)            | 4:54     |  |
| 2.          | «White Kross» (Lado A, en vivo)            | 5:06     |  |
| 3.          | «Eric's Trip» (Lado A, en vivo)            | 3:32     |  |
| 4.          | «Cinderella's Big Score» (Lado B, en vivo) | 6:34     |  |
| 5.          | «Dirty Boots» (Lado B, en vivo)            | 6:26     |  |
| 6.          | «The Bedroom» (Lado B, en vivo)            | 3:37     |  |
| 30:09       |                                            |          |  |